# ジェームス・テイラー
ジェームス・バーノン・テイラー（James Vernon Taylor、1948年3月12日 - ）は、アメリカ合衆国出身のシンガーソングライター。バンド活動を経てからソロ・デビュー。以降数々のヒット作を残し、音楽賞も受賞した。
「ローリング・ストーン誌選出『歴史上最も偉大な100人のシンガー』第74位『歴史上最も偉大な100組のアーティスト』第84位。2000年『ロックの殿堂』入り。2016年度『ケネディ・センター名誉賞』受賞。

## バイオグラフィ

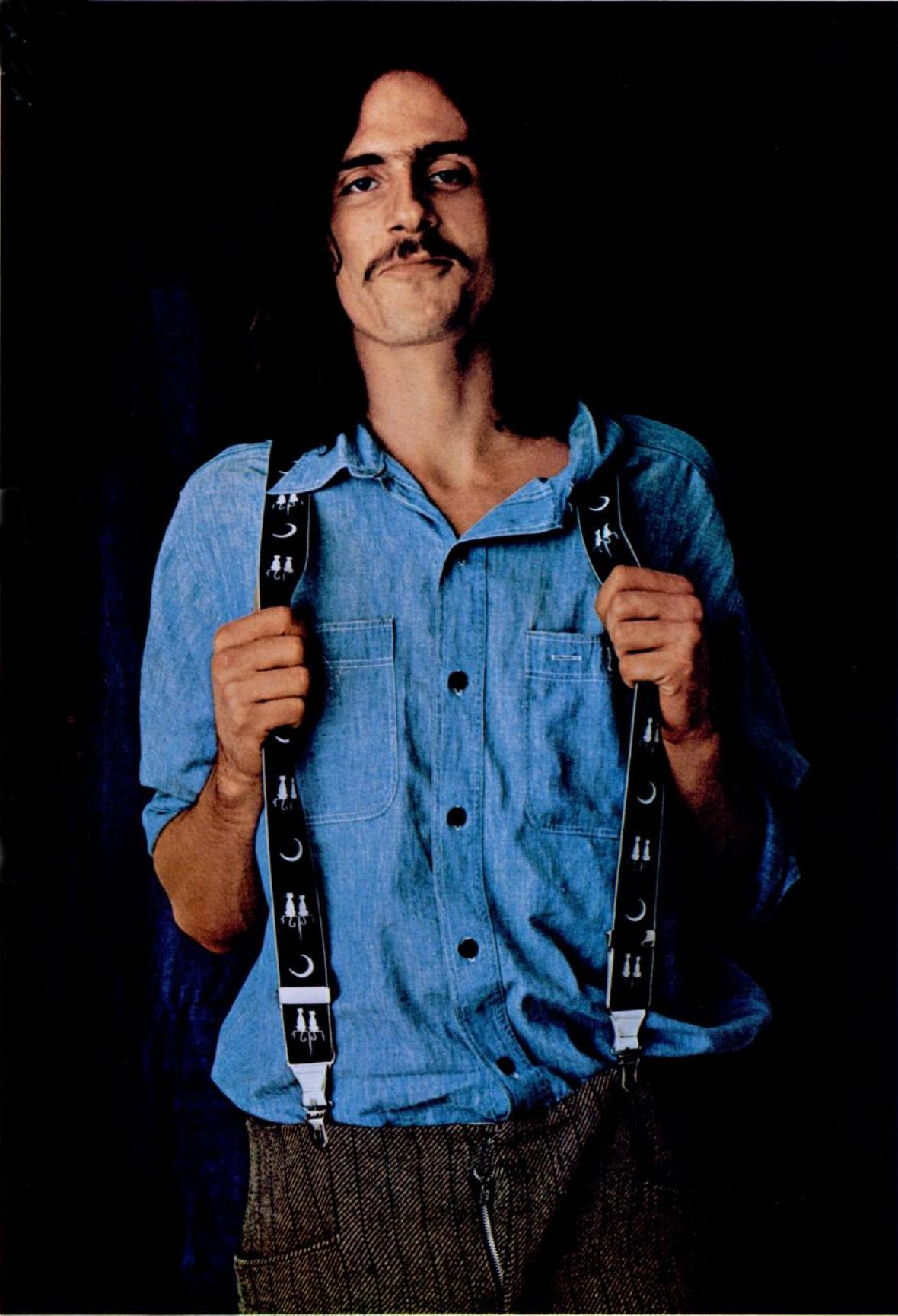
1971年頃のフォト

マサチューセッツ州ボストン市で裕福な家庭に生まれ、ノースカロライナ州のチャペルヒルで育つ。
1968年にアップル・レコードからデビューするが、自身の交通事故や当時のアップル社内の混乱もあって、契約を打ち切られる。翌1969年10月にワーナー・ブラザース・レコードと契約するとともに帰国。翌1970年、移籍第1弾のアルバム『スウィート・ベイビー・ジェームス』がヒット。シングルカットされた「ファイアー・アンド・レイン」は全米3位を記録した。
1971年、映画『断絶』に主演。ザ・ビーチ・ボーイズのデニス・ウィルソンと共に、賭けレースに参加しながら旅を続けるドライバーを演じた。しかし、映画には彼らの楽曲は一切使用されず（監督が主演の2人を「ミュージシャン」として先入観を持たれることを嫌ったため）、難解な内容のために興行的にも失敗に終わった（しかし2015年に英国映画協会は本作を「10本の偉大なアメリカのロード・トリップ映画」の1本に選ぶなど映画自体の評価は高い）。同年、キャロル・キング作のシングル「君の友だち」が大ヒット、数多くのアーティストに取り上げられる代表曲となった。
それ以降、歌手のカーリー・サイモンと結婚し、1974年には「愛のモッキンバード」のカバー・ヒットを放った。同曲はアメリカだけでなく、日本でも小ヒットした。しかしその後、サイモンとは1983年に離婚している。薬物依存症の克服、兄で同じくシンガーソングライターでもあるアレックス・テイラーの死など、本人のプライベートな体験を題材にして曲作りをしたり、人々の悲哀を描き出すという手法で多くの楽曲を発表した。代表作「ファイアー・アンド・レイン」は、友人の自殺を綴った作品であるとされている。その後、グラミー賞獲得やロックの殿堂入りなど、輝かしいキャリアを積み重ねて来た。
アコースティック・ギターの名手としても知られている。活動初期にはギブソンJ-50がトレードマークとなっていたが、その後マーク・ホワイトブック、1990年代以降はジェイムス・オルソンをメインギターとして使用している。
2015年には、2002年の『オクトーバー・ロード』以来となる13年ぶりのオリジナル・アルバム『ビフォア・ディス・ワールド』がBillboard 200（全米アルバムチャート）で自身初の1位（7月4日付）を獲得。1970年リリースのアルバム『スウィート・ベイビー・ジェームス』での初のビルボード・チャート入りから45年にして初の1位獲得は、2011年にトニー・ベネットが『Duets II』で記録した54年に次ぐ記録である。
2016年、母国の名誉である『ケネディ・センター名誉賞』を受賞。
なお、ジェームスの兄弟は全員（アレックス・テイラー、ケイト・テイラー、リヴィングストン・テイラー、ヒュー・テイラー）がミュージシャンとしてデビューしている。また、カーリー・サイモンとの間に生まれた2人の子供（サリー・テイラー、ベン・テイラー）も、それぞれミュージシャンとして活動中である。

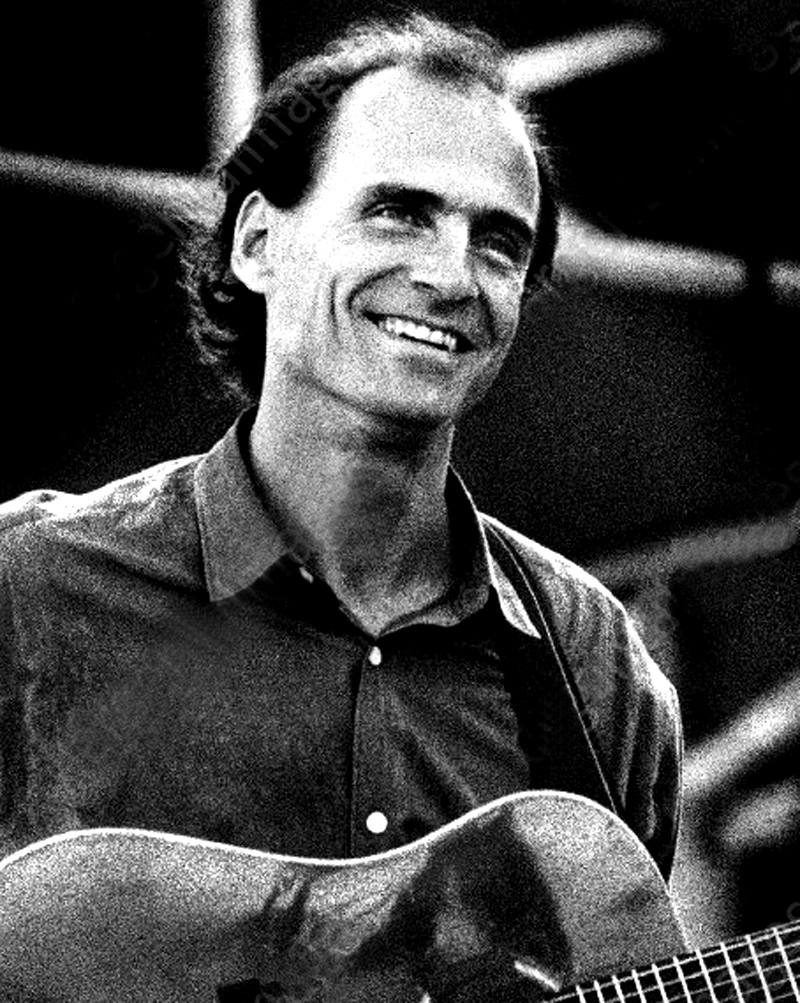
1985年頃のフォト
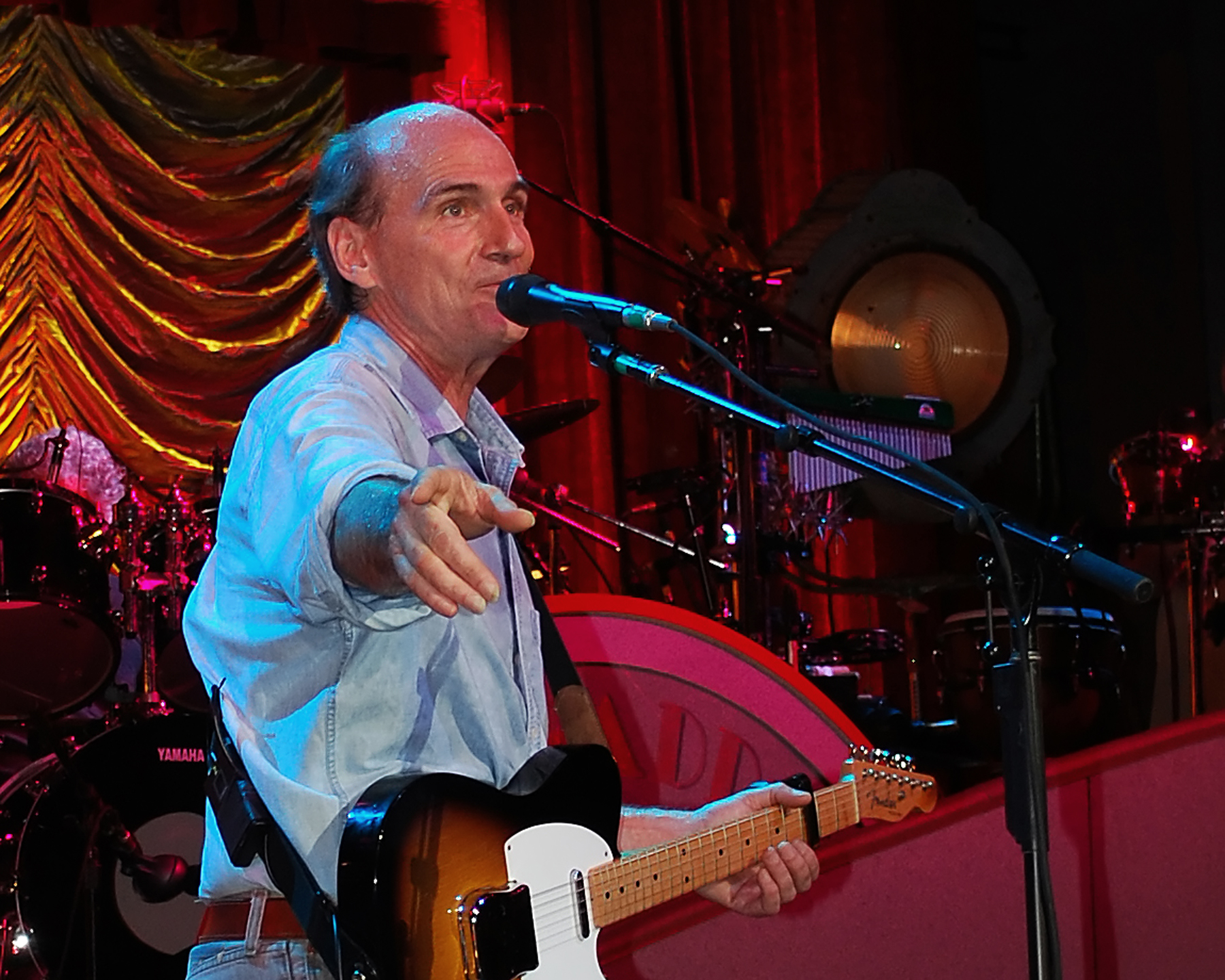
USA.タングルウッド公演 (2008年7月)
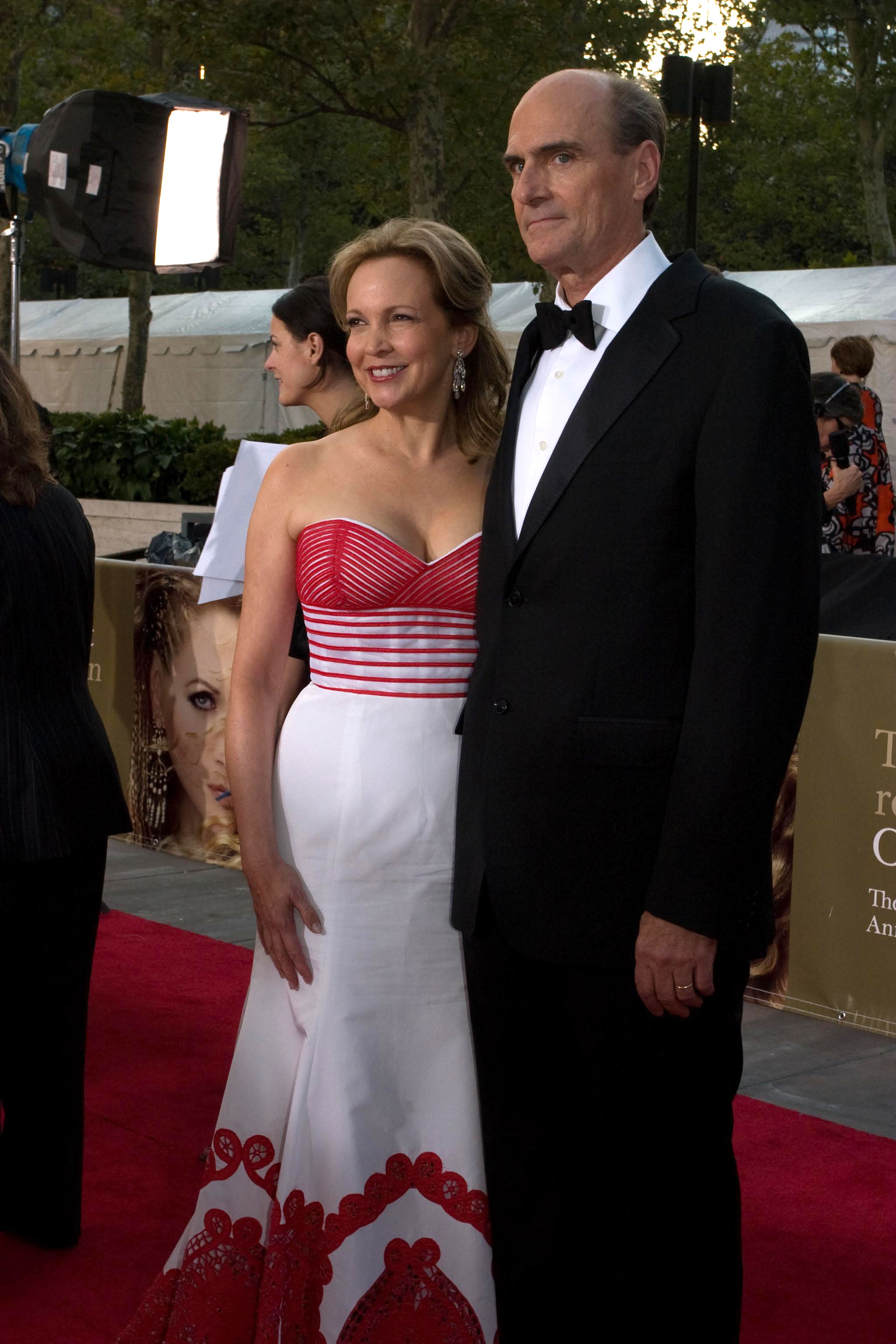
妻 キャロライン・スメッドビグ (2008年)
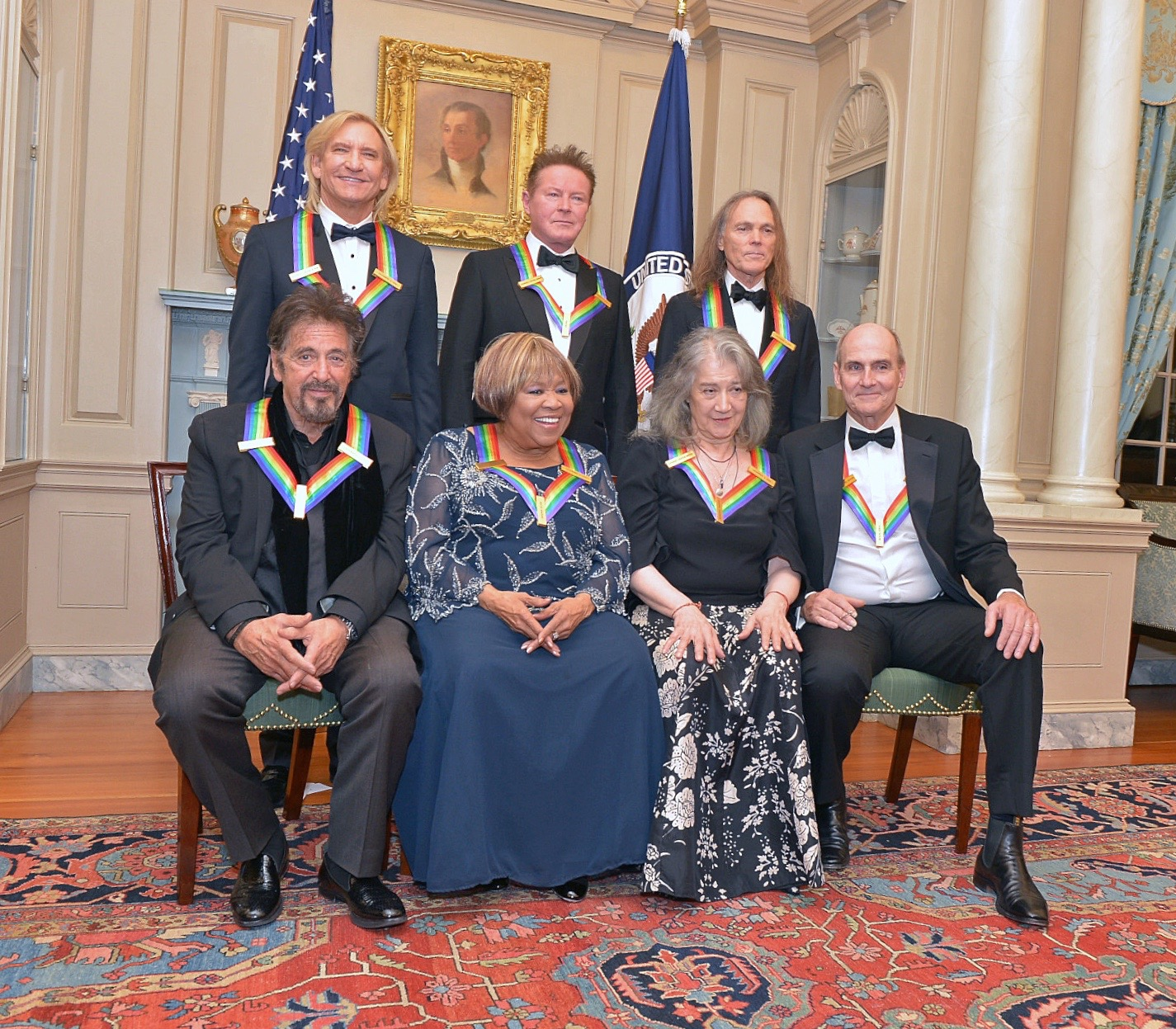
ケネディ・センター名誉賞授賞式 (2016年12月)

## ディスコグラフィ

### スタジオ・アルバム
- 『ジェームス・テイラー』 - James Taylor (1968年) ※旧邦題『心の旅路』
- 『スウィート・ベイビー・ジェームス』 - Sweet Baby James (1970年)
- 『マッド・スライド・スリム』 - Mud Slide Slim and the Blue Horizon (1971年)
- 『ワン・マン・ドッグ』 - One Man Dog (1972年)
- 『ウォーキング・マン』 - Walking Man (1974年)
- 『ゴリラ』 - Gorilla (1975年)
- 『イン・ザ・ポケット』 - In The Pocket (1976年)
- 『JT』 - JT (1977年)
- 『フラッグ（英語版）』 - Flag (1979年)
- 『ダディーズ・スマイル（英語版）』 - Dad Loves His Work (1981年)
- 『ザッツ・ホワイ・アイム・ヒア -変わりゆく人々へ-（英語版）』 - That's Why I'm Here (1985年)
- 『ネヴァー・ダイ・ヤング（英語版）』 - Never Die Young (1988年)
- 『ニュー・ムーン・シャイン（英語版）』 - New Moon Shine (1991年)
- 『アワーグラス（英語版）』 - Hourglass (1997年)
- 『オクトーバー・ロード（英語版）』 - October Road (2002年)
- 『ビフォア・ディス・ワールド（英語版）』 - Before This World (2015年)

### ライブ・アルバム
- 『(LIVE)（英語版）』 - (LIVE) (1993年)
- 『(BEST LIVE)』 - (Best LIVE) (1994年) ※前年に2枚組で発売された（LIVE）のダイジェスト盤
- 『ワン・マン・バンド（英語版）』 - One Man Band (2007年)
- 『アムチトカ』 - Amchitka (2009年)
- 『トルバドール・リユニオン（英語版）』 - Live at the Troubadour (2010年) ※キャロル・キングとの共演

### コンピレーション・アルバム及びカヴァー・アルバム
- 『アンド・ジ・オリジナル・フライング・マシン（英語版）』 - James Taylor and the Original Flying Machine (1971年) ※1966年-1967年録音
- 『グレイテスト・ヒッツ』 - Greatest Hits (1976年)
- 『グレイテスト・ヒッツ Volume 2（英語版）』 - Greatest Hits, Vol. 2 (2000年)
- 『ベスト・オブ・ジェームス・テイラー（英語版）ー』 - The Best of James Taylor (2003年)
- 『JTのクリスマス（英語版）』 - James Taylor at Christmas (2006年)
- 『カヴァーズ（英語版）』 - Covers (2008年)
- 『アザー・カヴァーズ（英語版）』 - Other Covers (2009年) ※EP
- 『アメリカン・スタンダード（英語版）』 - American Standard (2020年)

## 主な楽曲
- 「ファイアー・アンド・レイン」 - "Fire and Rain"
- 「スウィート・ベイビー・ジェームス」 - "Sweet Baby James"
- 「君の友達」 - "You've got a friend"（キャロル・キングのカバー曲）(1971)
- 「愛のモッキンバード」 - "Mockingbird"(1974) ジェームス・テイラー&カーリー・サイモン
- 「ハウ・スウィート・イット・イズ」 - "How Sweet It Is (To Be Loved By You)"(1975)
- 「寂しい夜」 - "Don't Let Me Be Lonely Tonight"
- 「憶い出の町」 - "Her Town Too"(1981) ジェームス・テイラー&J.D.サウザー
- 「愛の恵みを」 - "Shower the People"

## 日本公演
- 1973年
- 1981年

9月11日 横浜スタジアム、13日 阪神甲子園球場、16日 日本武道館、17日 名古屋市公会堂
- 2010年　Troubadour Reunion Tour with キャロル・キング

4月14日・16日 日本武道館、17日 パシフィコ横浜国立大ホール
- 2024年

4月6日 東京ガーデンシアター